# Tautliner

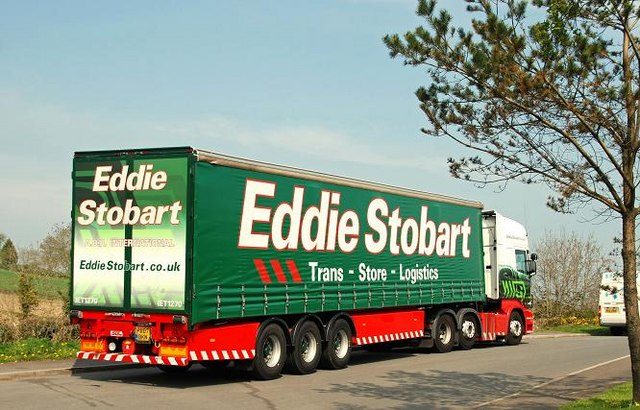
Eddie Stobart hatte die Idee für den Tautliner

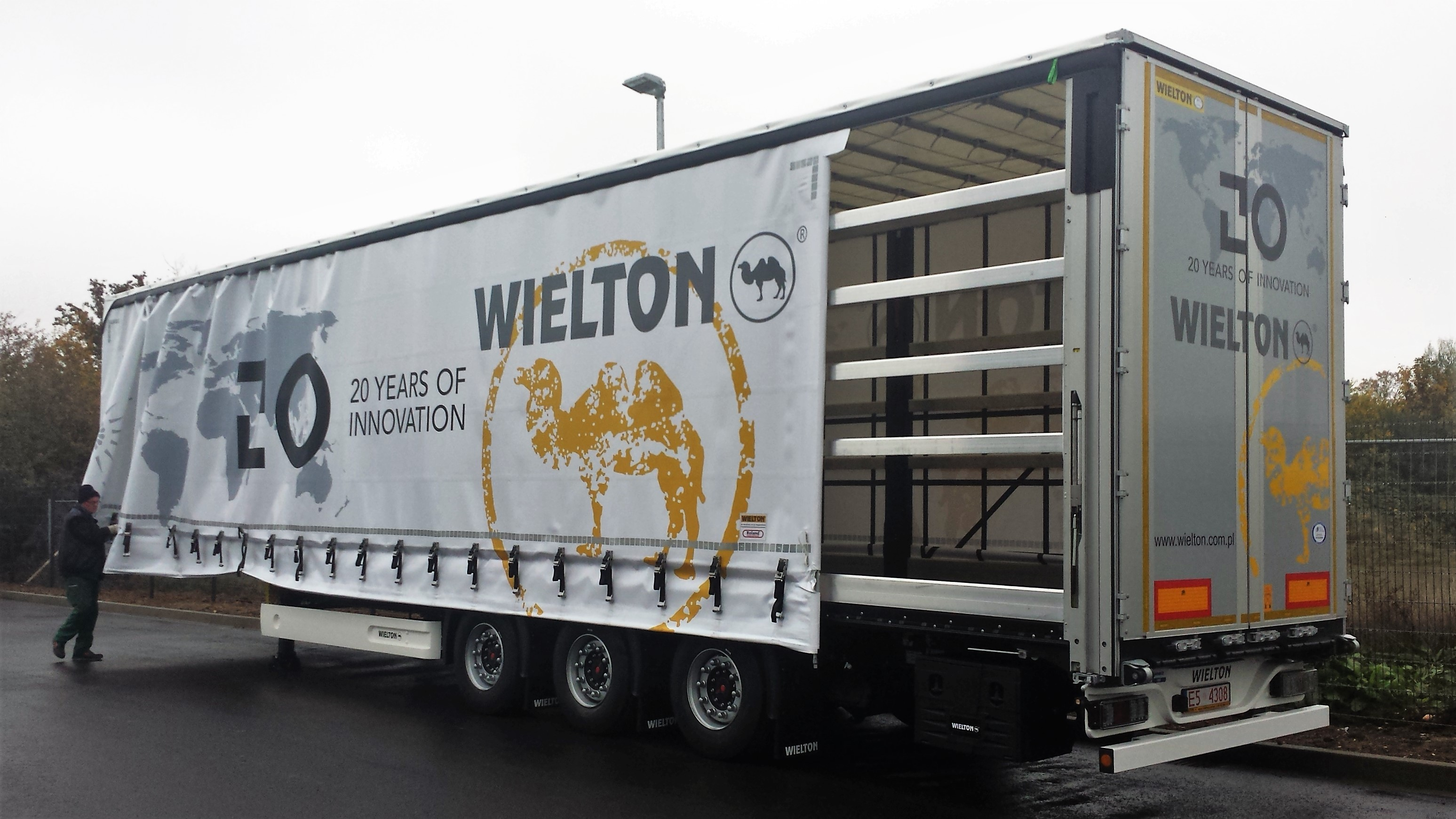
Tautliner mit seitlich geöffneter Schiebegardine

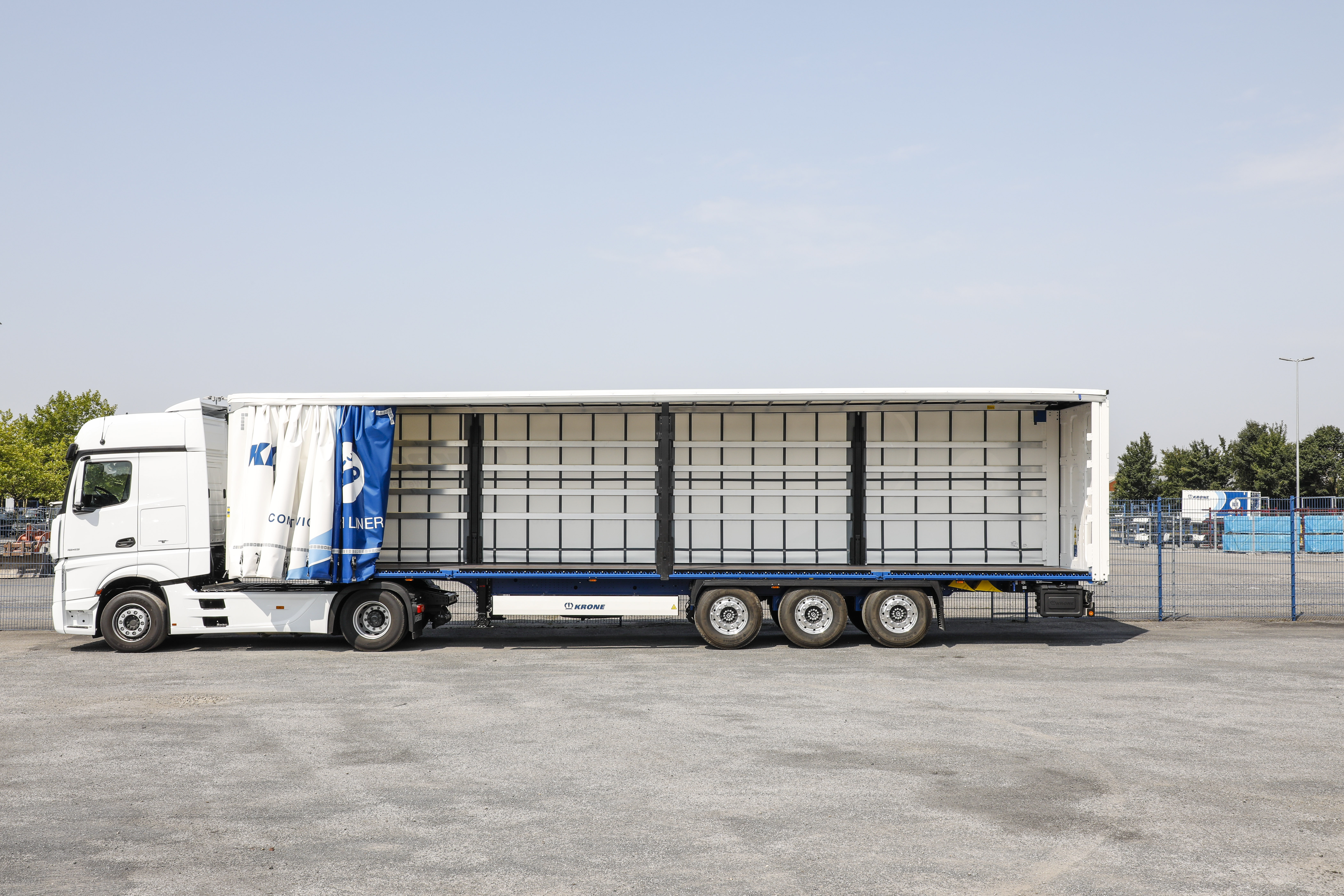
Tautliner mit seitlich geöffneter Schiebegardine

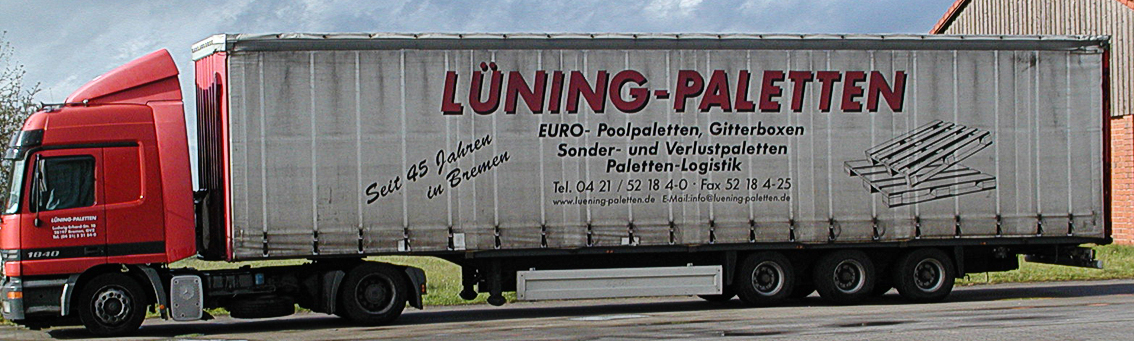
Tautliner an einer Sattelzugmaschine als Sattelzug

Der Tautliner, auch englisch Curtainsider, deutsch Schiebeplane oder Seitenplane, ist eine Aufbau-Form von Lkw, Sattelauflieger oder Anhänger mit einer seitlichen Plane und wird im Güterkraftverkehr verwendet.
Von den Herstellern Edscha, Fliegl, Kögel, Krone, Schmitz und Wielton werden neben dem Begriff Curtainsider auch Bezeichnungen wie Safe Curtain, Comfort Curtain und Speed Curtain verwendet.

## Der Begriff
Der Begriff setzt sich zusammen aus den englischen Wörtern taut für „angespannt“ oder „straff“ und liner im weitesten Sinne für „Transportmittel“. Die deutsche Bezeichnung lautet Schiebeplanenauflieger, Gardinenplanenauflieger respektive Schiebeplanen- oder Seitenplanenaufbau (als Übersetzung des englischen Curtainside).
Ursprünglich war Tautliner ein Markenname des britischen Nutzfahrzeugherstellers Boalloy Industries Ltd. aus Congleton. Die Idee, eine solche Schiebeplane zur seitlichen Beladung des Sattelaufliegers einzusetzen, hatte der Spediteur Eddie Stobart.
Die Seitenvorhänge, die als Schiebeplane nahe an ihrer Unterkante mit Schnallen gespannt werden konnten, hatte Derek Lawrence entworfen. Die Firma Boalloy Industries Ltd. baute diese Art von Sattelauflieger und meldete für diesen Fahrzeugtyp im Jahr 1969 unter dem Namen Tautliner ein Patent an. Heute wird die Bezeichnung Tautliner jedoch als Gattungsname auch für Schiebeplanenauflieger anderer Hersteller verwendet.
Die verkehrsrechtliche Bezeichnung der Aufbauart lautet Seitenplanen (Curtainsider) (Aufbauart-Ergänzungscode 06 laut Verordnung (EU) 2018/858).

## Der Aufbau
Der Tautliner-Sattelauflieger benötigt keine Bordwände. Die seitlichen Oberkanten des Aufliegers bilden waagerechte Riegel, meist in Form von Schienen aus Aluminiumprofilen, die von senkrechten Eckpfosten gestützt werden. Ab einer gewissen Länge werden die Riegel zwischen den Eckpfosten von bis zu drei weiteren senkrechten Pfosten abgestützt, die häufig zur Be- und Entladung entnehmbar sind.
Zwischen die Pfosten werden waagrechte Stützlatten eingelegt, die zur Ladungssicherung dienen.
Der seitliche Raumabschluss wird von Spannplanen (Gardinenplane, Seitenvorhang) gebildet. Festgezurrt und verspannt werden sie an den Seiten mit kurzen Spanngurten (Spannschnallen), die mit Haken in eine Schienenkante am Aufliegerboden oder an der Bordwand greifen. Alternativ werden klassische Knebelverschlüsse oder Spanngummis verwendet. Die oberen Riegel sind als Laufschienen ausgebildet und bilden zusammen mit dem hinteren und vorderen Riegel den rechteckigen Rahmen, der das Dach aufspannt. In den Laufschienen wird die seitliche Plane an kleinen Rollen geführt. Nach dem Lösen der unteren und seitlichen Verspannungen kann die Plane nach vorne oder hinten geschoben werden, wobei sie sich wie ein Vorhang in Falten legt.
Häufig besitzen Sattelauflieger ein Planendach, das entweder auf festen Dachspriegeln aufliegt oder mithilfe von Stangen wie ein Schiebedach aufgeschoben werden kann. Die Dachfläche ist vorne mit der Stirnwand und hinten mit der Rückwand des Aufliegers verbunden, die auch als Türrahmen ausgebildet sein kann. In diesem Fall ermöglichen meist zwei seitlich angeschlagene Aluminiumtüren den Zugang zum Heck. Alternativ wird die untere Hälfte von der Ladebordwand und die obere Hälfte von einer zweiten Klappe oder von einer Spannplane verschlossen.
Die Ladefläche eines Tautliners besteht im Aufbau zumeist aus einem stabilen Holzfußboden, der traditionell aus Holzbohlen bestand und heute zumeist aus mehrschichtig verleimten Siebdruckplatten.
An den unteren Rändern der Schiebeplanen sind in regelmäßigen Abständen Spanngurte angenäht. Die Gurte dienen lediglich zum Schließen und Spannen der Plane und sind nicht Teil der Ladungssicherung.

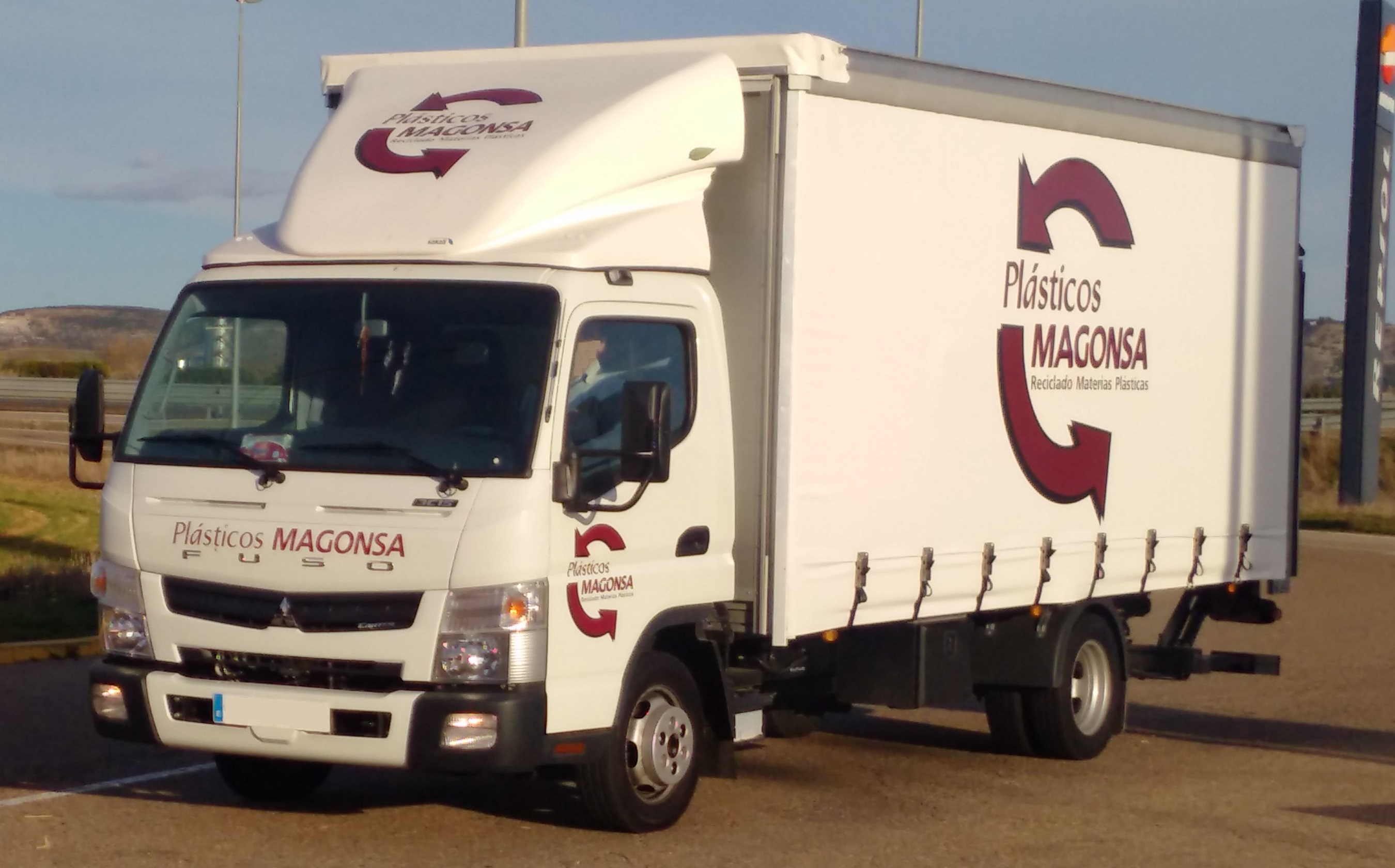
Geschlossene Schiebeplane an einem leichten Lkw

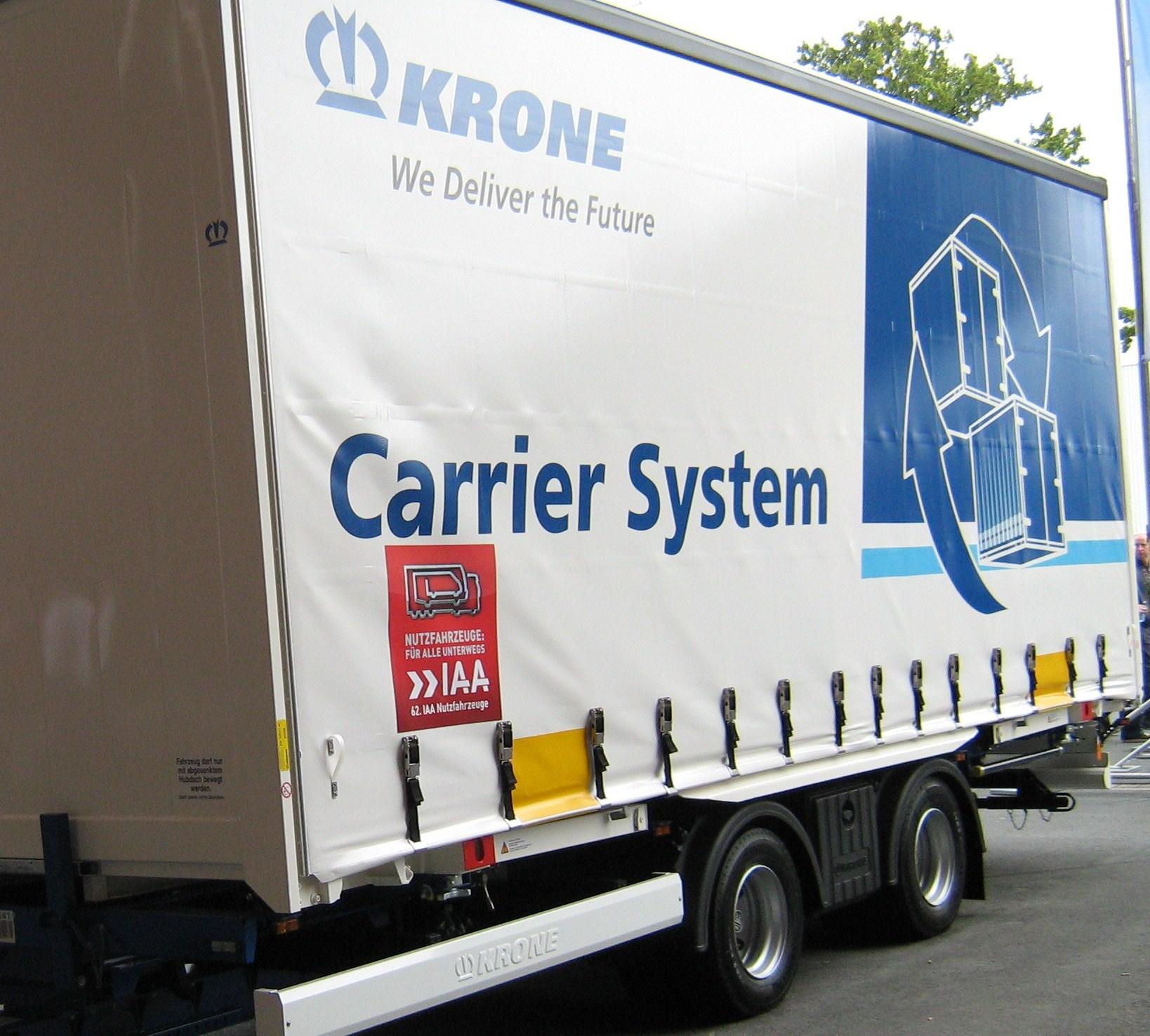
Tautliner-Wechselbrücke mit Planen-Spannschnallen, auf Tandemlafette (Anhänger)
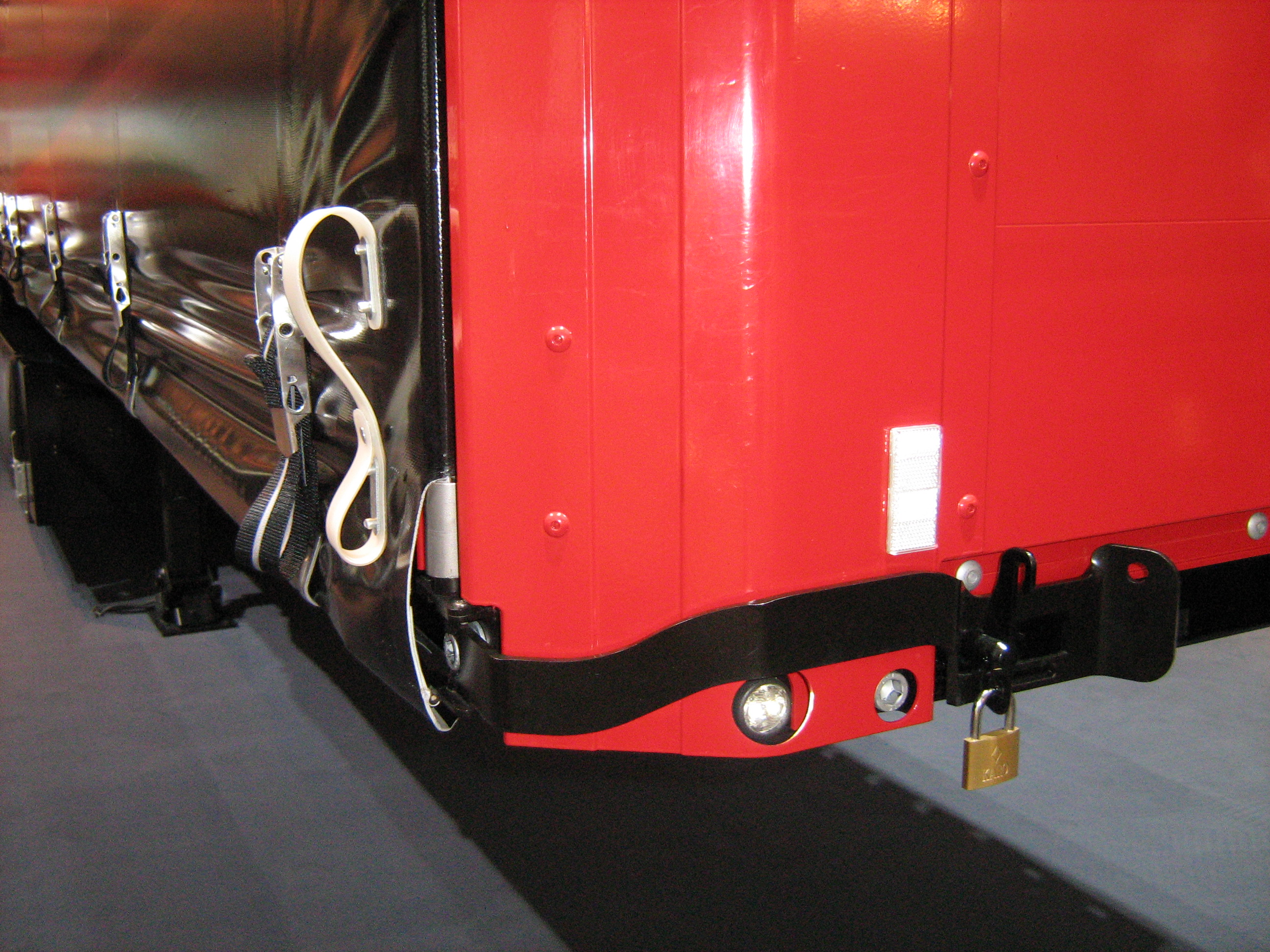
Abschließbarer Tautliner
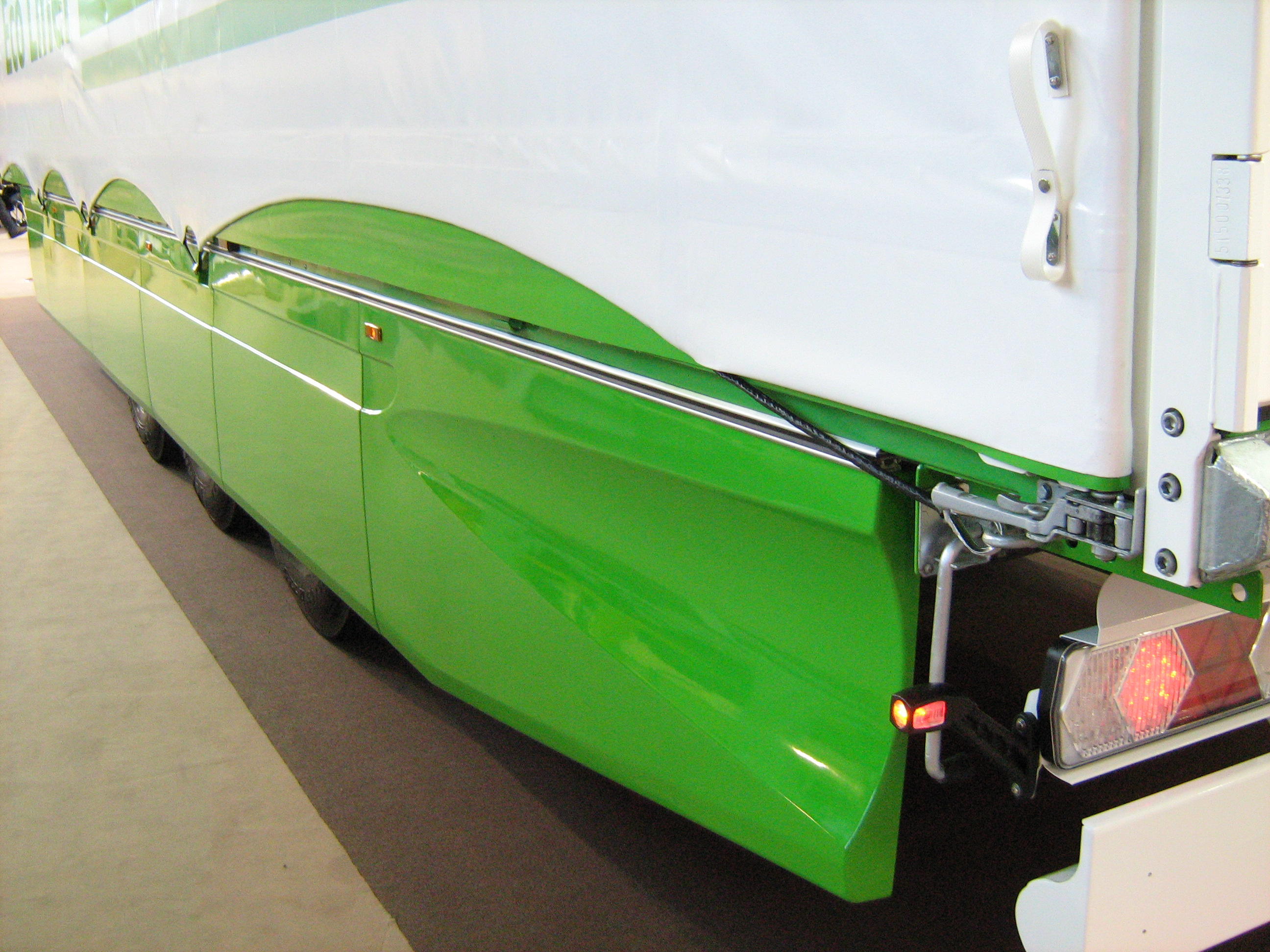
Moderner Tautliner mit Gummizug in Saumbögen
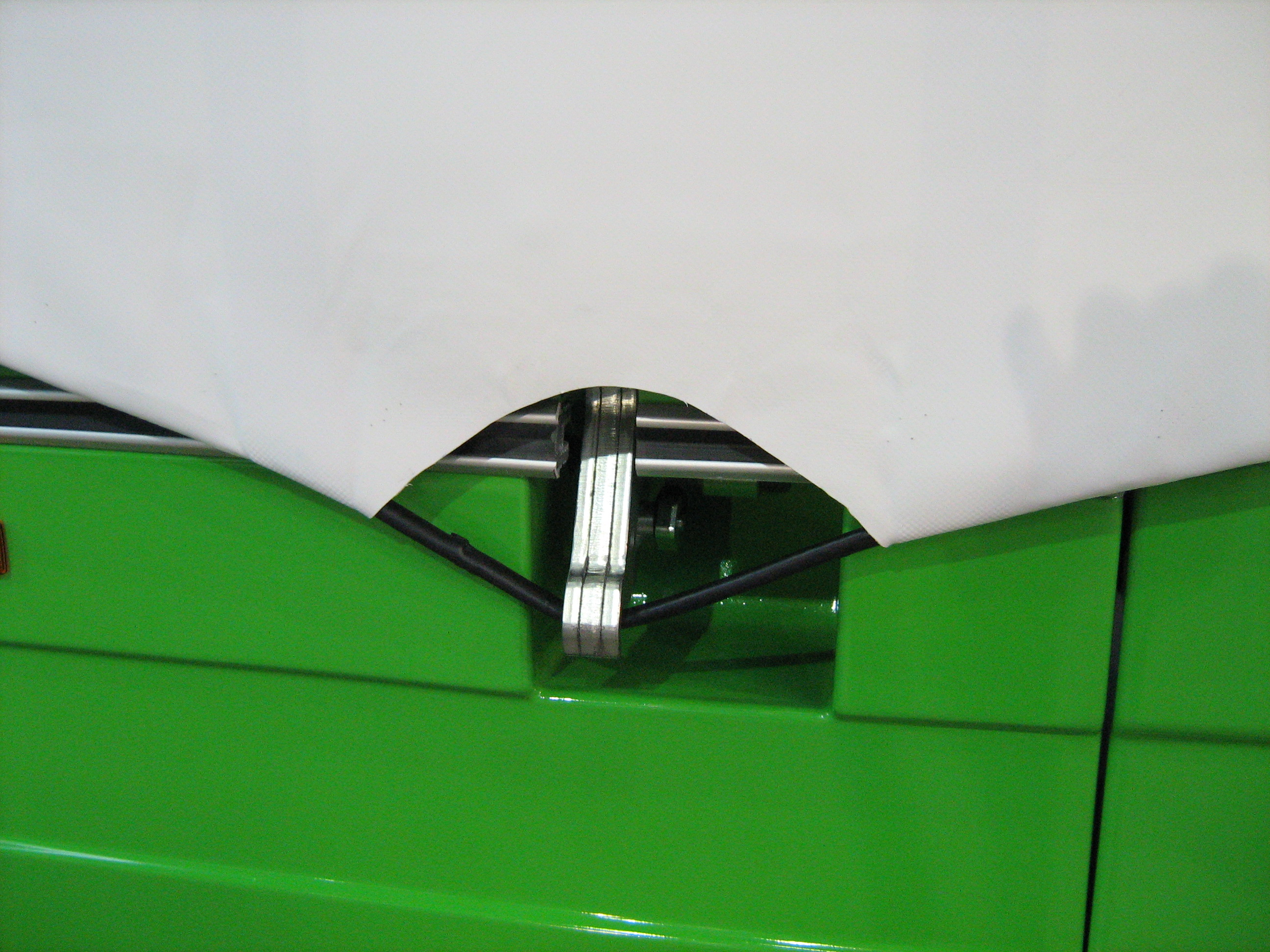
Spannverschluss mit Haken auf Welle

Verschiedentlich sind die Seitenplanen mit Aluminiumlamellen versteift, was Flattern im Fahrtwind und das Risiko und die Folgen eines Planenrisses verringert.

## Vergleich zu anderen Aufbauten
In den USA und einigen anderen Ländern besitzen Sattelauflieger üblicherweise feste Seitenwände (Kofferaufbau). Die Beladung kann dort oft ausschließlich über die Hecktüren erfolgen.
Gegenüber festen Aufbauten besitzen Tautliner verschiedene Vorteile:
1. große seitliche Beladelänge des Aufliegers
2. der Auflieger kann einfach und durchgängig von der Seite beladen werden, da es weder feste Rungen noch Bordwände gibt

Gegenüber klassischen Vollplanenaufbauten haben Tautliner folgende Vorteile:
1. leichtes Öffnen, Schieben und Schließen der Plane zur Be- und Entladung
2. Vermeidung von Unfällen beim Auf- und Abplanen der Fahrzeuge (Leiterunfälle)
3. die seitlichen Pfosten (Rungen bzw. Dachträger) können an verschiedenen Stellen eingesetzt und arretiert werden

Im Gegensatz zum vollständig aufschiebbaren Edscha-Aufbau können beim Tautliner beide Seitenplanen und das Dach getrennt geöffnet werden.
Andere Aufbauformen sind beispielsweise der Kofferaufbau und der Planwagen als Plane/Spriegel-Aufbau mit umklappbaren Bordwänden.
Auch bei Eisenbahnwaggons gibt es den Schiebeplanen-Aufbau, siehe Gedeckter Güterwagen.